# Marathon van Turijn 1998
De marathon van Turijn 1998 werd gelopen op zondag 10 mei 1998. Het was de twaalfde editie van deze marathon.
De Keniaan Japhet Kosgei bereikte bij de mannen  als eerste de finish in 2:09.59. De Italiaanse Franca Fiacconi won bij de vrouwen in 2:30.21.

## Uitslagen

### Mannen
| rang   | naam                  | land | tijd    |
| ------ | --------------------- | ---- | ------- |
| Goud   | Japhet Kosgei         | KEN  | 2:09.59 |
| Zilver | Daniel Kirwa          | KEN  | 2:11.10 |
| Brons  | Luis-Felipe de Jesus  | POR  | 2:12.59 |
| 4      | Paul Kiptanui         | KEN  | 2:13.48 |
| 5      | Luis Carlos Fernandes | BRA  | 2:15.14 |
| 6      | Bruce Deacon          | CAN  | 2:15.18 |
| 7      | Stephen Rugut         | KEN  | 2:16.40 |
| 8      | Nicola Ciavarella     | ITA  | 2:18.38 |
| 9      | Roberto Barbi         | ITA  | 2:18.48 |
| 10     | Gideon Koech          | KEN  | 2:19.18 |
| 11     | Bruno Santachiara     | ITA  | 2:19.37 |
| 12     | Andrea Sipe           | TAN  | 2:20.12 |
| 13     | Azzedine Sakhri       | ALG  | 2:20.54 |
| 14     | Tekeye Gebrselassie   | ETH  | 2:21.32 |

### Vrouwen
| rang   | naam                   | land | tijd    |
| ------ | ---------------------- | ---- | ------- |
| Goud   | Franca Fiacconi        | ITA  | 2:30.21 |
| Zilver | Naomi Yoshida          | JPN  | 2:31.57 |
| Brons  | Sachiyo Seiyama        | JPN  | 2:32.30 |
| 4      | Eri Yamaguchi          | JPN  | 2:34.05 |
| 5      | Francesca Zanusso      | ITA  | 2:37.18 |
| 6      | Patrizia Ritondo       | ITA  | 2:41.23 |
| 7      | Spyridoula Souma       | GRE  | 2:43.13 |
| 8      | Emma Scaunich          | ITA  | 2:45.29 |
| 9      | Katiuscia Merati       | ITA  | 2:46.32 |
| 18     | Maria-Grazia Navacchia | ITA  | 3:13.42 |

1974 ·
1975 ·
1976 ·
1977 ·
1978 ·
1979 ·
1980 ·
1981 ·
1982 ·
1983 ·
1984 ·
1985 ·
1986 ·
1987 ·
1988 ·
1989 ·
1990 ·
1991 ·
1992 ·
1993 ·
1994 ·
1995 ·
1996 ·
1997 ·
1998 ·
1999 ·
2000 ·
2001 ·
2002 ·
2003 ·
2004 ·
2005 ·
2006 ·
2007 ·
2008 ·
2009 ·
2010 ·
2011 ·
2012 ·
2013 ·
2014 ·
2015 ·
2016 ·
2017